# Jacob Stolterfoht

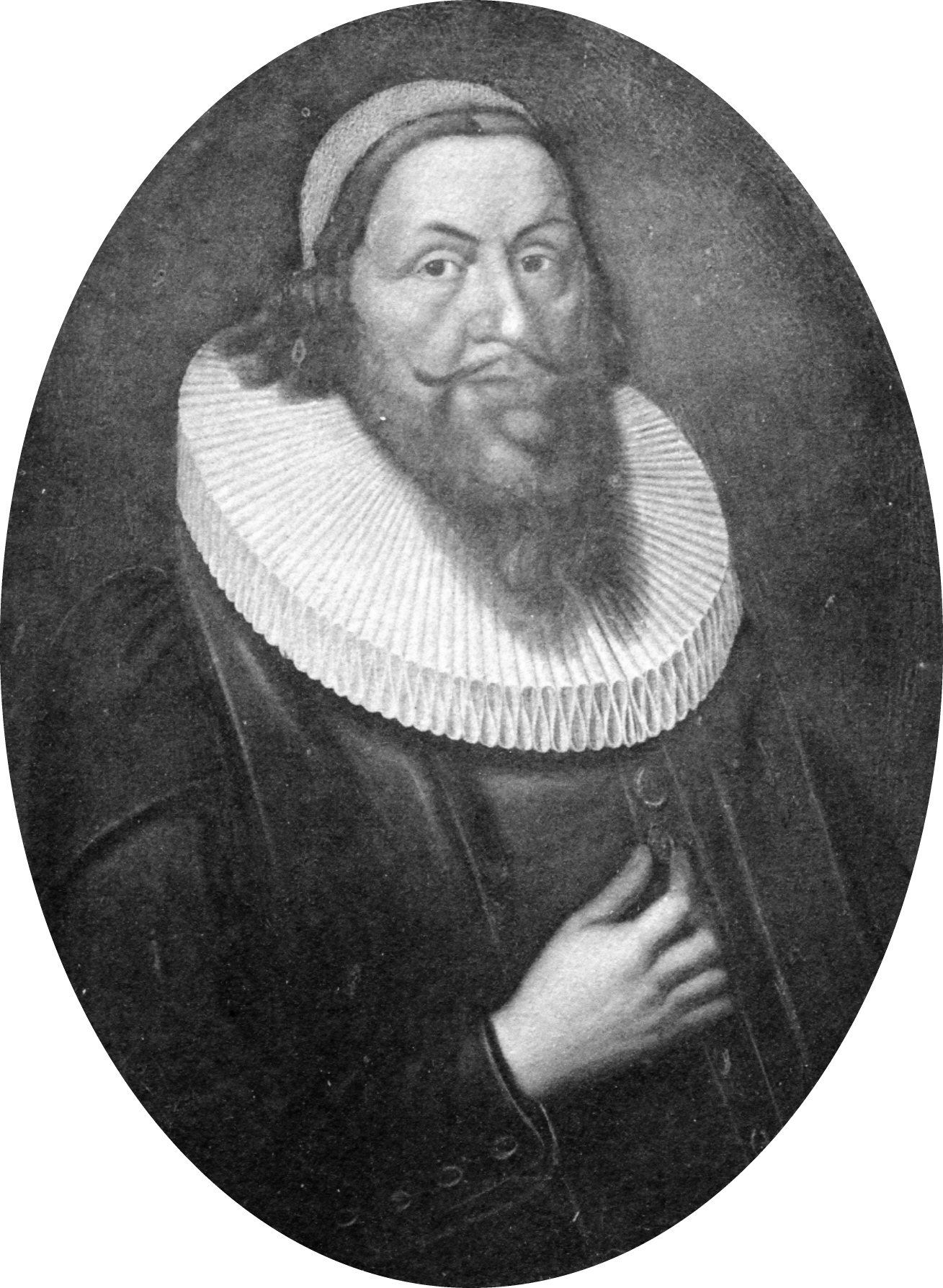
Jacob Stolterfoht

Jacob Stolterfoht, auch Jacobus Stolterfoth (* 20. Juli 1600 in Lübeck; † 4. März 1668 ebenda), war ein deutscher lutherischer Theologe und Pastor.

## Leben
Jacob Stolterfoht, ein Sohn des Pastors an der Lübecker Marienkirche Johann Stolterfoht (1555–1628) und seiner Frau Margaretha (1568–1641), geb. Bacmeister, der Tochter von Lucas Bacmeister, absolvierte ein Studium der Theologie an den Universitäten von Rostock, Wittenberg (ab dem 3. Oktober 1621) und Greifswald (1622 bis 1623), ehe er nach Rostock zurückkehrte und dort die Magisterwürde erlangte.
Am 2. Juni 1626 wählte man ihn zum Prediger für St. Marien in Lübeck, und am 27. September 1649 wurde ihm als Nachfolger des verstorbenen Michael Siricius die Pastorenstelle dieser Kirche übertragen. Stolterfoht war ein bedeutender Prediger und Theologe; seine Reputation trug ihm mehrere Angebote für höhere Positionen ein. Unter anderem wurden ihm die Stellung des Hofpredigers in Schwerin und des Superintendenten von Schleswig angetragen; Stolterfoht lehnte jedoch sämtliche Angebote ab, da er in Lübeck zu bleiben wünschte. Er wurde dort sehr gut bezahlt und war in der Gemeinde beliebt.
Jacob Stolterfoht war dreimal verheiratet. Am 2. Oktober 1626 hatte er Dorothea Kirchmann, die Tochter Johann Kirchmanns geehelicht. Sie verstarb am 18. Juni 1637; der Ehe entstammten sieben Kinder. Die zweite Ehe, aus der drei Kinder hervorgingen, schloss Stolterfoht am 25. Juni 1638 mit Anna Hackhusen, die am 3. August 1664 starb. Seine dritte Ehefrau, Gertrud Steinmann, heiratete er am 31. Juli 1665; sie starb schon im folgenden Jahr, zwei Jahre vor Stolterfoht. Stolterfoths Epitaph in der Marienkirche mit seinem Porträt von Matthias Black ist nicht erhalten.
Sein Sohn Matthäus Stolterfoht wurde Sekretär der Bergenfahrer, ein weiterer Sohn, Jacob (1633–1696), wurde Ratsapotheker und war der Vater von Johann Jacob Stolterfoht.
In den 1640er Jahren wechselte Jacob Stolterfoht mehrere Streitschriften mit dem Stettiner Generalsuperintendenten Jacob Fabricius über die Bedeutung von Visionen und Offenbarungen.

## Werke (Auswahl)
- CONSIDERATIO VISIONUM, Oder Schrifftmessiges Bedencken / Was von Gesichtern heutiges Tages zu halten sey ... Lübeck 1634 (u. ö.).
- Historia Von David Geörgen/ einem heillosen Mann/ vnd Gotteslästerlichen Ertz Ketzer. Verlegt bei Martin Janow, Lübeck 1635 (Digitalisat).
- Die Gefährliche Schifffarth S. Pauli: Beschrieben im 27. Capittel der Apostolischen Geschichte/ vnd in Zehen Predigten (darinnen/ nebenst der Lehre von der Schifffarth/ auch viel ander zur übung des Christenthumbs/ … begrieffen) …; Mit einer vorgehenden Predigt von der Schifffarth ins gemein. Lübeck: Janovius 1638 (Digitalisat)
- Schönes Büchlein von der göttlichen Providentz, Vorsehung und Regierung: Oder, Warumb frommen Leuten so viel Ubels begegne, da doch Gott alle Dinge vorsiehet und regieret?; Nebenst e. Vorr., darin erörtert wird: Was von dem Gebrauch unnd Anziehung der heydnischen Scribenten in christlichen Kirchen und Schulen zu halten sey. Verlegt bei Johann Brehm, Lübeck 1642
- CONSIDERATIO VISIONUM APOLOGETICA Das ist Schrifftmässiges Bedencken / Was von Gesichtern heutiges Tages zu halten sey … für etlichen Jahren ans Liecht gegeben; Nun aber zum andern mahl wieder übergesehen vnd vermehret / Nebenst Beygefügter Christ= gebür= vnnd bescheidentlicher Beantwortung dessen / was dagegen durch öffentliche Schrifften hat wollen eingewandt werden. Lübeck 1645.
- Kurtze Antwordt Auff Die newlich außgesprengte CHARTEC, Darin einer / der sich Samuelem Plasterum, Pastorem Zu Wartenberg / nennet / mich Endsbenandten eines sonderlichen Irrthumbs überführen wollen … Lübeck 1646.
- Nothwendige / Höchstabgedrungene Warheit vnd Ehrenrettung / Wieder Die sehr hefftige Schrifft / so D. JACOBUS FABRICIUS … vnter folgendem Titul: INVICTA VISIONUM PROBATIO … ans Liecht gegeben  … Lübeck 1647.
- Nothwendiger / Höchstabgedrungener Warheit vnd Ehrenrettung  … Ander Theil. Lübeck 1648.
- Nochmahlige kurtze / jedoch gründliche Wiederholung der Streitigkeit / so nun etliche Jahr in der Christlichen Kirchen geführet / von den Newen Gesichtern / vnmittelbar Prophecey= vnd Offenbarungen … Lübeck 1649.
- Conscientia In Genere, Das ist Gründlicher Bericht Vom Gewissen ins gemein/ Daß es sey; Was es sey; Warumb es sey; Vnd wie es recht zu prüfen vnd zu forschen sey. Verlegt bei Michael Volken, Lübeck 1654
- Oratio funebris quam memoriam viri clarissimi et excelentissimi Dn. Johannis Kirchmanni … Nachgedruckt in: Henning Wittes biographischem Sammelwerk  Memoriae philosophorum, oratorum, poetarum, historicorum et philologorum nostri seculi clarissimorum renovatae decas prima (- nona), Band 1, Königsberg [u. a.] 1677, S. 516–553.